# 하이라이트 레코즈의 음반
이 부분의 본문은 하이라이트 레코즈에서 발매한 음반 목록이다.

## 2010년대

### 2010년
- 2010년 4월 20일 팔로알토 - Lonely Hearts[1]
- 2010년 7월 7일 비프리 - Freedumb
- 2010년 10월 18일 비프리 - The Ticket
- 2010년 11월 9일 팔로알토 - Daily Routine

### 2011년
- 2011년 1월 27일 비프리 - [Digital Single] Coffee Break
- 2011년 1월 28일 팔로알토 - [Digital Single] I Feel Love
- 2011년 2월 24일 비프리 - [Digital Single] Hey!
- 2011년 3월 4일 팔로알토 - [Digital Single] Stand Up[2]
- 2011년 4월 15일 팔로알토, 소울원 - [Digital Single] Baby
- 2011년 4월 25일 팔로알토 - [Digital Single] Day N Night
- 2011년 5월 16일 비프리 - How To Make A Mixtape
- 2011년 5월 26일 소울원 - [Digital Single] Everyday
- 2011년 6월 8일 팔로알토 - Fever For Calmness
- 2011년 8월 11일 소울원 - [Digital Single] Go Away
- 2011년 8월 31일 오케이션 - [Digital Single] You`re The One
- 2011년 8월 31일 팔로알토 - [Digital Single] Cinderella[3]
- 2011년 9월 29일 오케이션 - [Digital Single] 비읍시옷[4]
- 2011년 10월 20일 허클베리 피 - Man In Black
- 2011년 12월 6일 소울원, 팔로알토 - [Digital Single] 이러지마
- 2011년 12월 26일 팔로알토 - [Digital Single] RH- 12th `이 밤이 지나고 나면`
- 2011년 12월 29일 팔로알토 - 전야제

### 2012년
- 2012년 1월 6일 비프리 - [Digital Single] Come On
- 2012년 2월 8일 오케이션 - [Digital Single] Reddy On Any Okasian
- 2012년 2월 16일 허클베리 피 - [Digital Single] Rap Badr Hari
- 2012년 3월 2일 Evo - My Way
- 2012년 4월 27일 오케이션 - [Digital Single] Good Night/All In
- 2012년 5월 3일 허클베리 피 - Get Backers[5]
- 2012년 5월 24일 비프리 - [Digital Single] What`s Love
- 2012년 6월 21일 팔로알토, Evo - [Digital Single] Seoul (서울)
- 2012년 7월 5일 팔로알토, Evo - [Digital Single] Do It Like Us
- 2012년 7월 5일 소울원, Evo - [Digital Single] In My Car[6]
- 2012년 7월 26일 팔로알토, Evo - Behind The Scenes
- 2012년 10월 17일 오케이션 - [Digital Single] 가는길이야
- 2012년 10월 18일 오케이션 - [Digital Single] 막지못해
- 2012년 12월 5일 레디, 오케이션 - [Digital Single] 정리
- 2012년 12월 6일 오케이션 - 탑승수속
- 2012년 12월 14일 소울피쉬, Evo - [Digital Single] Feels Good

### 2013년
- 2013년 2월 28일 피노다인 - [Digital Single] 캥거루
- 2013년 3월 8일 소울피쉬, Evo - [Digital Single] What Women Want
- 2013년 3월 13일 비프리 - [Digital SIngle] Anything
- 2013년 4월 2일 피노다인 - PINOcchio
- 2013년 4월 8일 비프리, 레디 - [Digital Single] Work
- 2013년 5월 30일 팔로알토, 비프리, 오케이션 - [Digital Single] 살아남아 (Survive)
- 2013년 6월 25일 하이라이트 레코즈 - Hi-Life
- 2013년 6월 27일 비프리 - Korean Dream
- 2013년 7월 24일 비프리 - [Digital Single] 불타
- 2013년 8월 1일 레디 - [Digital Single] SE02L
- 2013년 8얼 9일 비프리, 오케이션, 팔로알토, 레디 - [Digital Single] 충치
- 2013년 8월 14일 팔로알토 - [Digital Single] The One & Only
- 2013년 8월 16일 레디 - [Digital Single] 강변살자
- 2013년 8월 29일 레디 - Commitment
- 2013년 9월 27일 허클베리 피 - [Digital Single] Old Boy[7]
- 2013년 10월 15일 비프리 - Nightmare Project[8]
- 2013년 10월 29일 하이라이트 레코즈 - Orca-Tape
- 2013년 11월 25일 팔로알토 - Chief Life
- 2013년 12월 10일 오케이션 - [Digital Single] Pshh

### 2014년
- 2014년 1월 13일 오케이션 - [Digital Single] Damn Thing Funny
- 2014년 1월 17일 비프리 - [Digital Single] Get It
- 2014년 2월 17일 비프리 - [Digital Single] Fly
- 2014년 2월 25일 레디 - [Digital Single] 1985
- 2014년 3월 13일 오케이션 - [Digital Single] Fashionably Late
- 2014년 3월 26일 비프리 - [Digital Single] Hot Summer
- 2014년 3월 28일 허클베리 피 - gOld
- 2014년 4월 2일 레디 - [Digital Single] 마술
- 2014년 4월 9일 Evo - Beautiful Mind
- 2014년 6월 2일 레디 - Imaginary Foundation
- 2014년 7월 28일 오케이션 - [Digital Single] Genius
- 2014년 9월 11일 오케이션 - [Digital Single] No Flex Zone Remix
- 2014년 9월 12일 비프리 - [Digital Single] My Team
- 2014년 9월 23일 팔로알토 - Cheers
- 2014년 11월 10일 비프리 - [Digital Single] 느껴
- 2014년 11월 17일 비프리 - [Digital Single] Song For My Mama
- 2014년 11월 19일 피노다인 - her
- 2014년 12월 11일 오케이션 - [Digital Single] See Me Gone
- 2014년 12월 17일 오케이션 - [Digital Single] Get That Money
- 2014년 12월 24일 비프리, 레디 - [Digital Single] I Wish

### 2015년
- 2015년 1둴 12일 비프리, 레디 - [Digital Single] The Answer
- 2015년 2월 11일 비프리, 레디 - [Digital Single] Love Last Forever
- 2015년 7월 14일 소울원 - [Digital Single] 쉽지않아[9]
- 2015년 7월 17일 오케이션 - [Digital Single] 숨어
- 2015년 7월 31일 오케이션 - [Digital Single] Veryrare
- 2015년 8월 8일 팔로알토 - 쇼미더머니 4 Episode 3[10]
- 2015년 8월 12일 비프리 - [Digital Single] Kawasaki
- 2015년 8월 26일 팔로알토 - [Digital Single] Dark Panda[11]
- 2015년 9월 9일 레디 - [Digital Single] 취권
- 2015년 10월 26일 비프리 - [Digital Single] 만나면
- 2015년 10월 28일 팔로알토 - [Digital Single] 거북선 Remix
- 2015년 10월 30일 소울원 - 서른어택[12]
- 2015년 11월 19일 허클베리 피 - [Digital Single] Everest
- 2015년 12월 1일 그린클럽 - [Digital Single] Studio
- 2015년 12월 23일 G2 - [Digital Single] 식구

### 2016년
- 2016년 1월 22일 그린클럽 - Green Club
- 2016년 2월 3일 레디 - [Digital Single] 생각해
- 2016년 3월 18일 팔로알토 - [Digital Single] Fancy
- 2016년 4월 5일 오케이션 - [Digital Single] ₩alkin`
- 2016년 4월 8일 소울원 - 파랗던  꿈[13]
- 2016년 4월 27일 오케이션 - [Digital Single] Taxi
- 2016년 5월 19일 오케이션 - [Digital Single] 됐다쳐
- 2016년 6월 10일 허클베리 피 - 점
- 2016년 6월 18일 레디, G2 - 쇼미더머니 5 Episode 1[14]
- 2016년 6월 25일 비프리 - [Digital Single] Shadow
- 2016년 7월 2일 레디 - 쇼미더머니 5 Episode 3[15]
- 2016년 7월 3일 오케이션 - [Digital Single] KZN Crank Dat Freestyle
- 2016년 7월 6일 비프리 - [Digital Single] New Wave
- 2016년 7월 9일 레디 - 쇼미더머니 5 Episode 4[16]
- 2016년 7월 12일 오케이션 - [Digital Single] Underwater Bank
- 2016년 7월 16일 G2 - 쇼미더머니 5 Episode 5[17]
- 2016년 7월 21일 비프리 - Free From Seoul
- 2016년 8월 8일 오케이션 - [Digital Single] Save Time
- 2016년 8월 15일 비프리 - [Digital Single] Freedom
- 2016년 8월 17일 오케이션 - [Digital Single] ￦alkin` (Remix)
- 2016년 8월 22일 소울원 - [Digital Single] 재미없어
- 2016년 8월 30일 비프리 - [Digital Single] Homies
- 2016년 9월 5일 레디 - [Digital Single] Ocean View
- 2016년 9월 12일 G2 - [Digital Single] Paradise
- 2016년 9월 19일 윤비 - [Digital Single] Runaway Part.1
- 2016년 10월 8일 비프리 - Free From Seoul 2
- 2016년 10월 9일 레디 - [Digital Single] Blaze Of Glory
- 2016년 10월 14일 윤비 - [Digital Single] Runaway Part.2
- 2016년 10월 27일 팔로알토 - Victories
- 2016년 10월 28일 레디, G2 - [Digital Single] Nightmare[18]
- 2016년 11월 4일 허클베리 피 - [Digital Single] 박상혁
- 2016년 11월 14일 G2 - [Digital Single] 위하여
- 2016년 11월 20일 레디 - 안투라지 MIXTAPE #5
- 2016년 12월 3일 G2 - 안투라지 MIXTAPE #8
- 2016년 12월 22일 G2 - G2`s Life Pt.1
- 2016년 12월 26일 오케이션 - [Digital Single] ￦ 1, 000, 000
- 2016년 12월 29일 비프리 - Free From Seoul (Deluxe Ver.)
- 2016년 12월 30일 레디, G2 - [Digital Single] Thank You

### 2017년
- 2017년 1월 19일 소울원 - [Digital Single] 퍼플 (Purple)[19]
- 2017년 2월 22일 G2 - G2`s Life Pt.2
- 2017년 3월 5일 G2 - [Digital Single] 싱포유 - 여섯번째이야기 너와 나의 연결고리[20]
- 2017년 3월 23일 레디 - [Digital Single] My Lite
- 2017년 3월 30일 G2 - G2`s Life
- 2017년 4월 20일 레디 - Universe
- 2017년 5월 5일 윤비 - [Digital Single] Robabank
- 2017년 6월 20일 스웨이디 - [Digital Single] Super Great
- 2017년 6월 23일 비프리 - [Digital Single] Final Destination
- 2017년 6월 27일 윤비 - [Digital Single] Respect
- 2017년 6월 29일 윤비 - YunB
- 2017년 7월 14일 팔로알토 - [Digital Single] Escape
- 2017년 7월 21일 비프리 - [Digital Single] The Mist
- 2017년 7월 26일 스웨이디 - [Digital Single] Hurricane Love
- 2017년 8월 4일 레디 - [Digital Single] 즐겨
- 2017년 8월 23일 허클베리 피 - [Digital Single] Thank You
- 2017년 9월 26일 팔로알토 - [Digital Single] Cooler Than The Cool[21]
- 2017년 10월 14일 G2, 팔로알토, 허클베리 피 - [Digital Single] Rapflicks
- 2017년 10월 24일 허클베리 피 - [Digital Single] Human Torch
- 2017년 11월 10일 허클베리 피 - [Digital Single] One Of Them
- 2017년 11월 28일 팔로알토 - [Digital Single] Brown Eyes View[22]

### 2018년
- 2018년 1월 29일 하이라이트 레코즈 - [Digital Single] Break Bread
- 2018년 3월 7일 팔로알토 - 4 the Youth[23]
- 2018년 3월 16일 윤비 - [Digital Single] Yellow Cab
- 2018년 3월 22일 레디 - [Digital Single] 적셔
- 2018년 3월 29일 윤비 - S.O.S
- 2018년 4월 12일 레디 - Telescope
- 2018년 5월 5일 스웨이디 - The Story Of Hurricane
- 2018년 7월 27일 팔로알토 - Summer Grooves
- 2018년 10월 5일 레디 - Eightyfivesoul[24]
- 2018년 10월 26일 레디 - [Digital Single] Stand By You
- 2018년 11월 2일 허클베리피 - [Digital Single] 수수방관
- 2018년 11월 17일 스웨이디 - [Digital Single] URRRPANG!
- 2018년 11월 30일 조원우 - [Digital Single] Shine
- 2018년 12월 7일 G2 - tHROWING uP bUTTERFLIES
- 2018년 12월 21일 팔로알토 - YEAREND:송구영신

### 2019년
- 2019년 1월 5일 레디 - [Digital Single] Stand By You Remixes
- 2019년 1월 28일 하이라이트 레코즈 - [Digital Single] #Air2019
- 2019년 3월 10일 윤비 - [Digital Single] Alcoholic
- 2019년 3월 31일 하이라이트 레코즈 - [Digital Single] Dingo X Hi-Lite Records
- 2019년 4월 12일 레디 - [Digital Single] Dress Code
- 2019년 5월 3일 팔로알토 - [Digital Single] Love, Money & Dreams, Part.1
- 2019년 5월 18일 허클베리피 - [Digital Single] 그란도시즌
- 2019년 5월 26일 스웨이디 - Sway Dragon
- 2019년 6월 2일 허클베리피 - [Digital Single] DNA (Youth Remix)
- 2019년 6월 22일 팔로알토 - [Digital Single] Love, Money & Dreams, Part.2
- 2019년 7월 19일 윤비 - Wasted 20s
- 2019년 7월 22일 스월비 - [Digital Single] Art Gang Money
- 2019년 7월 26일 팔로알토 - [Digital Single] Love, Money & Dreams, Part.3
- 2019년 8월 26일 팔로알토 - [Digital Single] Love, Money & Dreams, Part.4
- 2019년 8월 31일 윤비 - 쇼미더머니 8 Episode 2[25]
- 2019년 9월 11일 피노다인 - [Digital Single] Dm7
- 2019년 9월 14일 윤비 - 쇼미더머니 8 Episode 3[26]
- 2019년 9월 29일 팔로알토 - Love, Money & Dreams: The Album
- 2019년 10월 25일 윤비 - [Digital Single] 너와 (YunB Remix)[27]
- 2019년 11월 19일 팔로알토 - [Digital Single] Dingo X DAMOIM (Part.1)[28]
- 2019년 11월 21일 허클베리피 - [Digital Single] CHELLA
- 2019년 11월 28일 레디 - [Digital Single] VROOM
- 2019년 12월 3일 팔로알토 - [Digital Single] Dingo X DAMOIM (Part.2)[29]
- 2019년 12월 24일 팔로알토 - [Digital Single] Dingo X DAMOIM (Part.3)[30]
- 2019년 12월 25일 팔로알토 - [Digital Single] 센치해

## 2020년대

### 2020년
- 2020년 1월 6일 팔로알토 - [Digital Single] Dingo X DAMOIM (Part.4)[31]
- 2020년 1월 24일 팔로알토 - [Digital Single] Love,Money&Dreams:The Remixes
- 2020년 2월 29일 윤비 - D O P E
- 2020년 3월 22일 Owell Mood - Owell's Mood
- 2020년 4월 3일 팔로알토 - [Digital Single] They Say[32]
- 2020년 4월 5일 스웨이디 - [Digital Single] 노빠꾸!!!
- 2020년 4월 19일 수비 - [Digital Single] Make The Movie
- 2020년 4월 30일 스웨이디 - [Digital Single] 돈 크라이
- 2020년 4월 30일 팔로알토 - [Digital Single] 갱생 (GANG生) Project[33]
- 2020년 5월 17일 레디 - 500000
- 2020년 5월 24일 스월비 - Undercover Angel
- 2020년 5월 29일 팔로알토 - [Digital Single] Fadeaway[34]
- 2020년 6월 14일 Sway D - [Digital Single] 할부인생
- 2020년 6월 25일 비프리 - [Digita Single] 부활절
- 2020년 7월 4일 Jerd - [Digital Single] 문제아
- 2020년 7월 26일 윤비 - [Digital Single] L.A.F.S
- 2020년 8월 16일 하이라이트 레코즈 - Legacy
- 2020년 8월 30일 팔로알토 - [Digital Single] Let the Story Begin
- 2020년 10월 9일 팔로알토 - [Digital Single] 온스테이지10주년-나에게 온 스테이지:6[35]
- 2020년 10월 25일 레디 - [Digital Single] I Was a Boom Bap Kid (Remix)
- 2020년 11월 5일 수비,Jerd,Owell Mood - [Digital Single] Automatic Remix[36]
- 2020년 11월 8일 팔로알토 - [Digital Single] Energy
- 2020년 12월 5일 레디,스웨이디,팔로알토 - [Digital Single] Automatic (Hi-Mix)[37]
- 2020년 12월 6일 윤비 - 이별일기
- 2020년 12월 13일 수비,Owell Mood - [Digital Single] Jingle All Night

### 2021년
- 2021년 1월 24일 팔로알토 - [Digital Single] Palo Got Young Soul[38]
- 2021년 3월 1일 팔로알토 - [Digital Single] Unsung Heroes[39]
- 2021년 3월 28일 팔로알토 - [Digital Single] 4 the Youth Freestyle & Remixes[40]
- 2021년 4월 11일 팔로알토 - [Digital Single] 멍멍팔팔[41]
- 2021년 5월 2일 레디 - [Digital Single] 바뻐
- 2021년 5월 23일 수비 - [Digital Single] ASAP!
- 2021년 5월 30일 Owell Mood - [Digital Single] Runaway
- 2021년 6월 4일 허클베리피 - [Digital Single] 라 데시마
- 2021년 6월 18일 팔로알토 - [Digital Single] No Ex[42]
- 2021년 7월 4일 레디,스월비 - [Digital Single] Tag
- 2021년 7월 18일 수비 - [Digital Single] Lazy
- 2021년 8월 22일 애쉬비 - Brat Of The Year
- 2021년 9월 18일 팔로알토 - [Digital Single] Love Peace Movement (호심술 Remix)[43]
- 2021년 9월 26일 피노다인 - [Digital Single] Universe
- 2021년 10월 24일 Owell Mood - [Digital Single] Picky Baby
- 2021년 11월 7일 Sway D - [Digital Single] Go Way
- 2021년 11월 21일 Jerd - A.M.P.
- 2021년 12월 9일 레디 - [Digital Single] Film with KozyPop[44]
- 2021년 12월 12일 애쉬비 - [Digital Single] Santa Baby

### 2022년
- 2022년 1월 9일 허클베리 피 - [Digital Single] Wolves
- 2022년 2월 20일 팔로알토 - [Digital Single] 거리로[45]
- 2022년 3월 6일 레디 - [Digital Single] Ceremony
- 2022년 4월 7일 애쉬비 - [Digital Single] Yellow Gang[46]
- 2022년 4월 17일 스월비 - [Digital Single] January Embers